# تسعة يستحقون

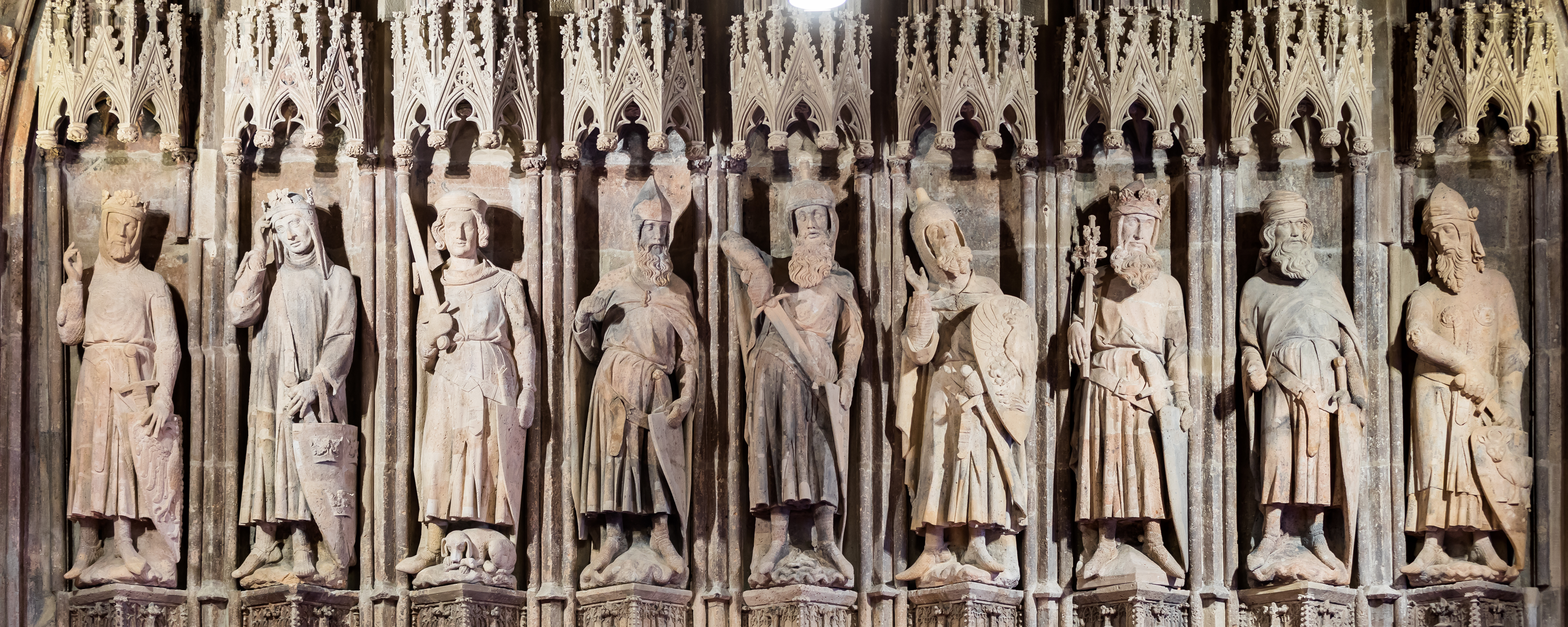
يعد نحت تسعة أبطال صالحين (المعروف باسم نيون جوت هيلدن باللغة الألمانية الأصلية) في قاعة المدينة في كولونيا بألمانيا، أقدم تمثيل معروف لتسعة يستحقون في العصور الوسطى. من اليسار إلى اليمين المسيحيون الثلاثة: شارلمان يحمل نسرًا على درعه، والملك آرثر يعرض ثلاثة تيجان، وغودفري ملك بوالون مع كلب يرقد أمامه؛ ثم الوثنيون الثلاثة: يوليوس قيصر، وهيكتور، والإسكندر الأكبر يحملون غريفون على درعه ؛ وأخيراً اليهود الثلاثة: داود ممسكاً صولجاناً، ويشوع ويهوذا المكابي.

تسعة يستحقون هي تسعة شخصيات تاريخية وكتابية وأسطورية تجسد المثل العليا للفروسية التي تأسست في العصور الوسطى، والتي اعتبرت حياتها دراسة قيمة للطامحين إلى وضع الفروسية.  كان يشار إليهم جميعًا باسم "الأمراء"، بغض النظر عن ألقابهم التاريخية.  في الفرنسية يطلق عليهم اسم Les Neuf Preux أو "تسعة بواسل"،  مما يعطي فكرة أكثر تحديدًا عن الفضائل الأخلاقية التي مثلوها: تلك التي تتعلق بالشجاعة الجندية والقيادة العسكرية.  في إيطاليا هم أي نوفي برودي (i Nove Prodi).
تضم قائمة تسعة يستحقون ثلاثة وثنيين (هيكتور، والإسكندر الأكبر، ويوليوس قيصر)، وثلاثة يهود (يوشع بن نون، وداود، ويهوذا المكابي) وثلاثة مسيحيين (الملك آرثر، وشارلمان، وغودفري دي بوالون).

## الاصل
وُصفت لأول مرة في أوائل القرن الرابع عشر، من قبل جاك دي لونجويون في نذور الطاووس.  اختيارهم، كما أشار يوهان هويزينجا، ينم عن ارتباط وثيق بالنوع الرومانسي للفروسية.  تم تقسيم هؤلاء الرجال بدقة إلى ثالوث من الثلاثيات، وكانوا يعتبرون نموذجًا للفروسية ضمن تقاليدهم الخاصة، سواء كانت وثنية أو يهودية أو مسيحية.  سرعان ما أصبحت اختيارات لونجيون موضوعًا مشتركًا في أدب وفن العصور الوسطى وحصلت على مكانة دائمة في الوعي الشعبي.  ولّد "التوق إلى التناظر" في العصور الوسطى  ما يقابلها من الإناث، وهو neuf preuses، الذي تمت إضافته أحيانًا، على الرغم من اختلاف النساء المختارات.  اختاريوستاش ديشان"مجموعة من البطلات الغريبين نوعًا ما" تم اختيارهم من الروايات والتاريخ، ومن بينهم بنثيسيلياوتوميريس وسيراميس.  تميز الأدب وأجنحة النسيج بالمجموعة الكاملة المكونة من ثمانية عشر شخصًا، تسبق شخصياتهم الرمزية الملك هنريالسادس ملك إنجلترا في دخوله الملكي إلى باريس عام 1431.   أضاف ديشان "العشر المستحق" ، في صورة بيرتراند دو جوسكلين، فارس بريتون الذي تدين له فرنسا بالتعافي من معركتي كريسي (1346) وبواتييه(1356).  لا يزالفرانسيس الأولمن فرنسا يستعرض نفسه أحيانًا في المحكمة مرتديًا "النمط العتيق" ليعرف عن نفسه أيضًا كواحد منNeuf Preux.
```
يقدم 
مخطوطةIngeram
 لعام 
1459
 شعار النبالة الخاص بـ تسعة يستحقون ضمن قائمة أكبر من الأسلحة المنسوبة للأفراد المثاليين، مثل 
"اليهود الأفضل"
 و 
"أفضل الوثنيين"
 و 
"أفضل المسيحيين"
 جنبًا إلى جنب مع الأسلحة المنسوبة إلى ثلاثة من أبطال الملك.  ديفيد (تم تنميطه باسم 
"شعارات النبالة الأولى"
)، المجوس الثلاثة، 
"الأمراء الثلاثة اللطيفين"
،
"أسوأ ثلاثة طغاة"
 
(نبوخذ نصر، أنطاكوس إبيفانيس ونيرو)
، 
"ثلاثة صبورون"
[[(ألفونس الحكيم، أيوب  و 
Saint Eustachius
)]] و 
"ثلاثة ملوك ممسوحين"
(فرنسا والدنمارك والمجر)
 و 
"ثلاث سلالات نبيلة"
 [[(
لويس الحادي عشر
 ملك فرنسا، الملقب بـ 
"لويس الحكيم"
 
مثلدوفين
 
ولاديسلاوس الأول ملك المجر
 
وأوتو الثالث دوق برونزويك
 
-Lüneburg of the House of Welf
).
```